# Coreglia Ligure
Coreglia Ligure es una localidad y comune italiana de la provincia de Génova, región de Liguria, con 275 habitantes.

## Evolución demográfica
| Gráfica de evolución demográfica de Coreglia Ligure entre 1861 y 2001 |
|                                                                       |
| Fuente ISTAT - elaboración gráfica de Wikipedia                       |